# General Aircraft Hamilcar
Дженерал Эйркрафт Гамилькар (англ. General Aircraft Hamilcar) — британский грузовой военно-транспортный планёр времён Второй мировой войны.
General Aircraft Hamilcar был самым большим и тяжёлым британским военным воздушно-десантным планёром, использованным во Второй мировой войне. Его самым важным событием была высадка союзников в Нормандии. Благодаря возможности перевозить семитонный груз был использован для перевозки тяжёлой техники, в том числе легких танков. Планёры буксировали в основном четырёхмоторные самолёты Handley Page Halifax и Short Stirling с максимальной скоростью 240 км/ч.
Всего было выпущено более 400 экземпляров.
Версия General Aircraft GAL-58 Hamilcar X была оснащена двумя радиальными двигателями Bristol Mercury 31 мощностью 965 л. с., которые использовались в качестве пускового устройства или для вылета пустого самолета после выгрузки материала.

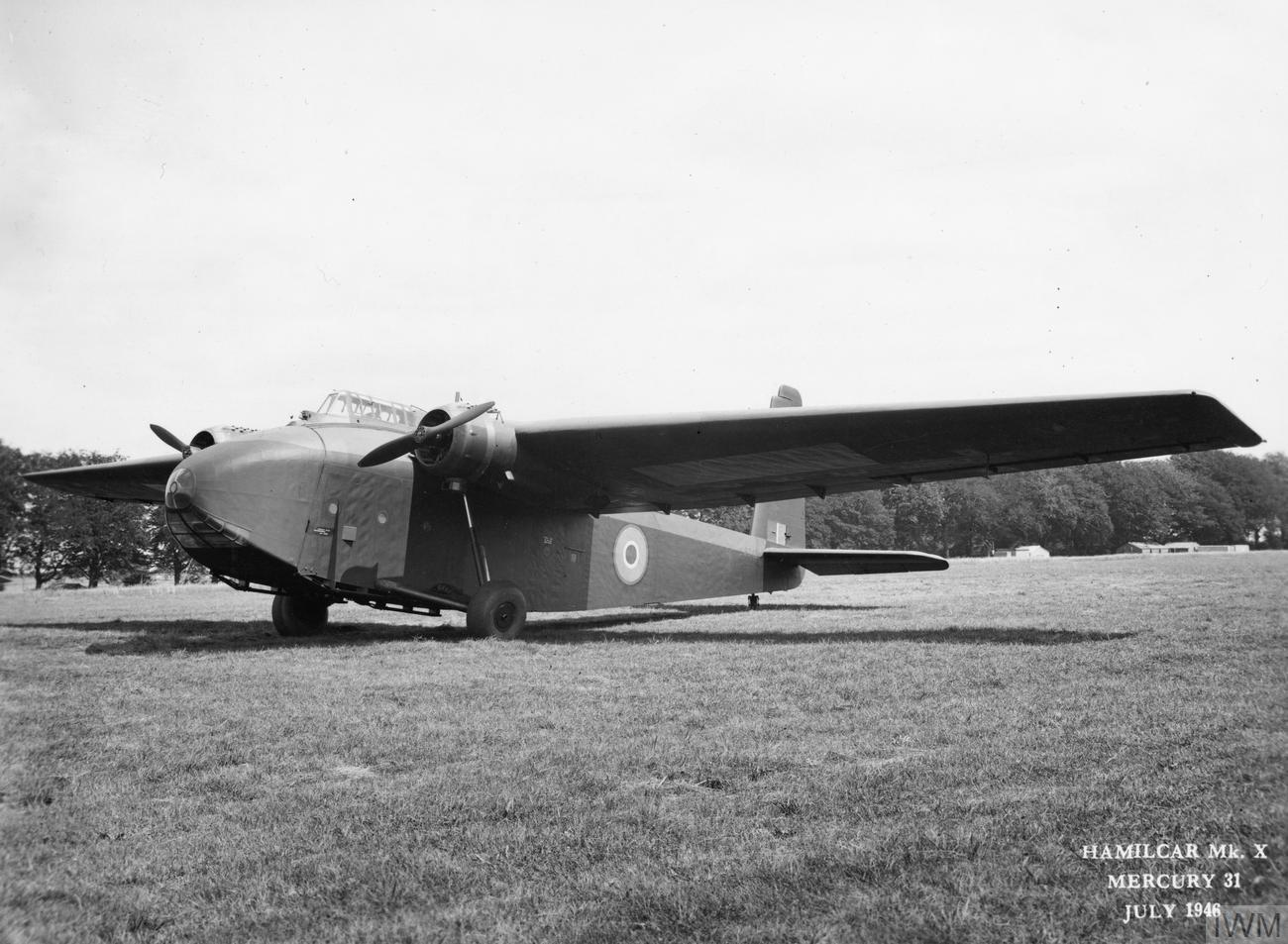
General Aircraft Hamilcar Mk. X

Hamilcar использовался только три раза, каждый раз в британских операциях. Впервые он был использован в июне 1944 года, когда около 30 планёров несли 17-фунтовые противотанковые орудия, транспортные средства и лёгкие танки Тетрарх. В сентябре 1944 года они были использованы в Операции Market Garden.

## Тактико-технические характеристики

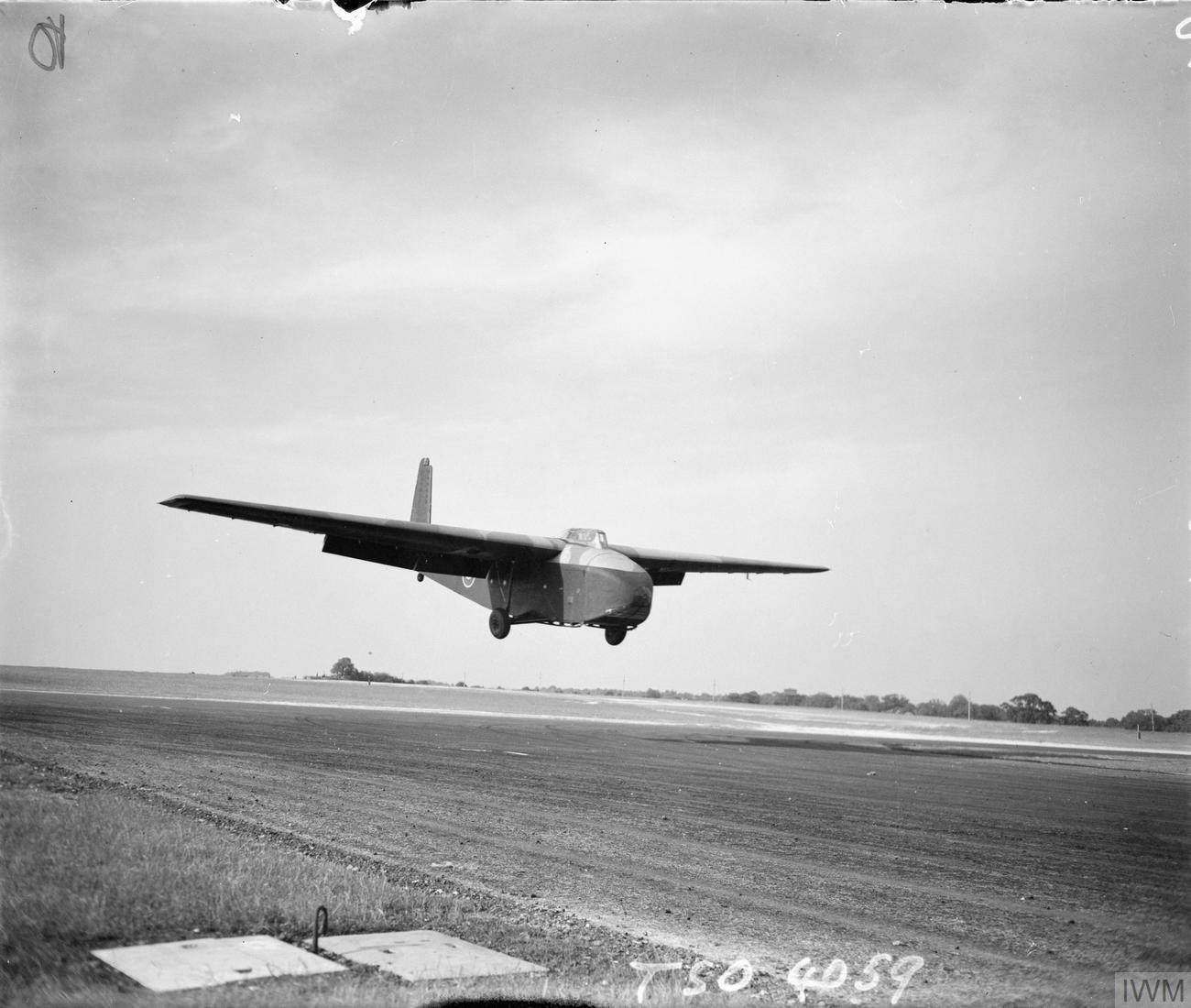
Планёр «Гамилькар» Mk. I

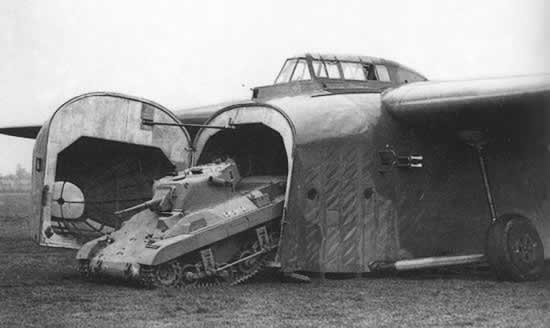
Выгрузка легкого танка М22 Локаст с планёра «Hamilcar»

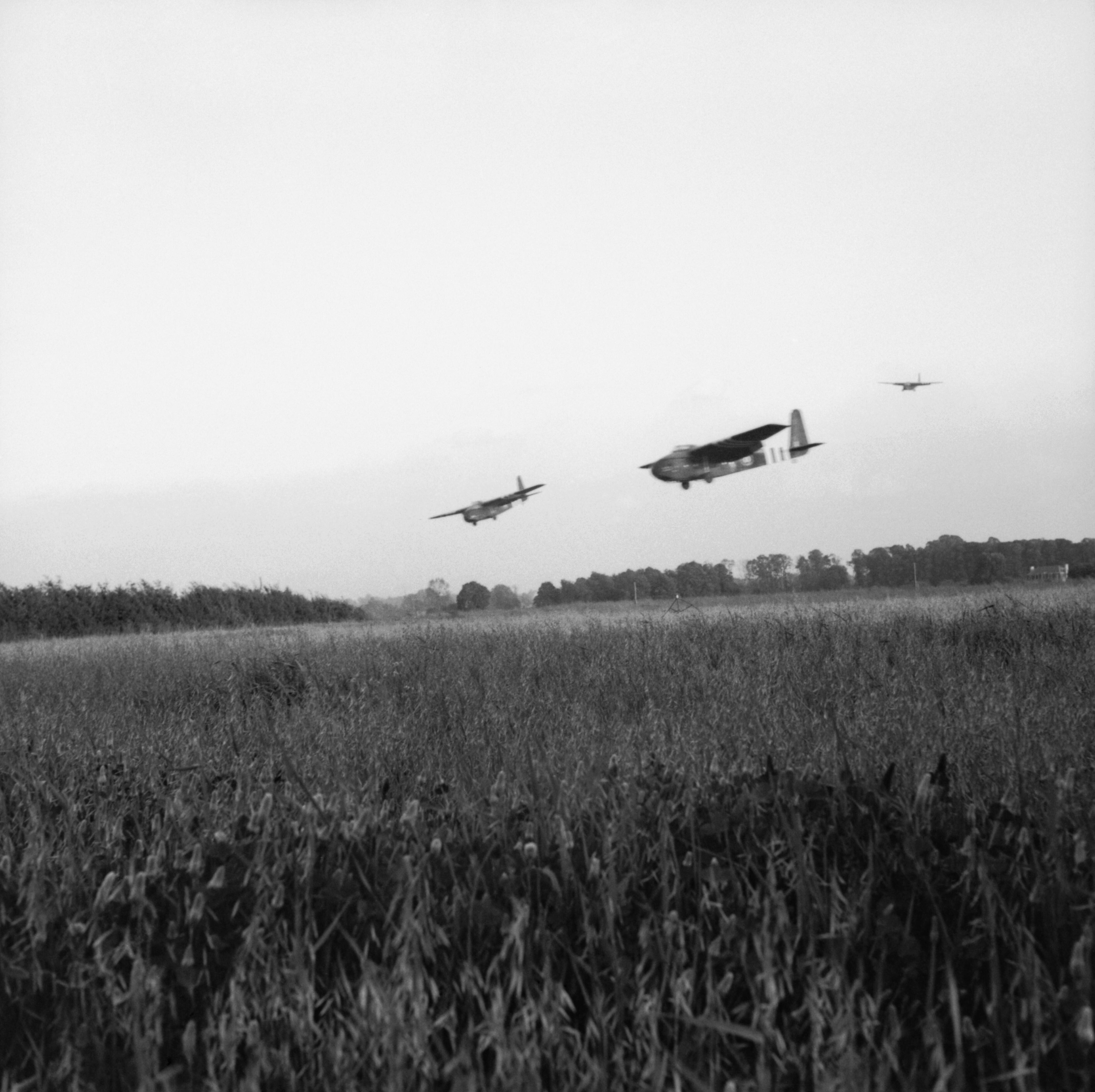
Планёры «Гамилькар» высаживаются с танками «Тетрарх» во время операции «Тонга». 6 июня 1944

| Характеристики            | Планёр «Гамилькар» Mk. I |
| ------------------------- | ------------------------ |
| Длина                     | 20,73 м                  |
| Высота                    | 6,17 м                   |
| размах крыльев            | 33,50 м                  |
| Площадь крыла             | 153,98 м²                |
| Привод                    | не самоходные            |
| Максимальная скорость     | 300 км/ч на спуске       |
| Экипаж                    | 2                        |
| Минимальная старт. масса  | 8346 кг                  |
| Максимальная старт. масса | 16 329 кг                |